# Laurence Jackson
Laurence Jackson (n. 16 septembrie 1900, South Lanarkshire, Scoția, Regatul Unit al Marii Britanii și Irlandei – d. 27 iulie 1984, South Lanarkshire, Scoția, Regatul Unit) a fost un jucător de curl ce a reprezentat Scoția, medaliat olimpic. A participat la o ediție a Jocurilor Olimpice (1924) în care a câștigat o medalie de aur.

## Participări
Lista de mai jos prezintă principalele competiții la care a participat Laurence Jackson de-a lungul carierei.
- Curling la Jocurile Olimpice de iarnă din 1924